# چشم دل
چشم دل یک مجموعه تلویزیونی محصول سال ۱۳۷۵ به کارگردانی رامین گودرزی‌نژاد  می‌باشد که از شبکه یک پخش شد.

## بازیگران
- انوشیروان ارجمند
- آناهیتا همتی
- آتش تقی‌پور
- اقدس صحت‌بخش
- جمیله شیخی
- فاطمه طاهری
- پرویز حاجی‌هادی
- مرتضی ضرابی

## یادداشت
1. ↑  https://www.radiofarda.com/a/f3_film_culdesac/2001144.html